# Dobrau (Klein Strehlitz)
Dobrau (polnisch Dobra, 1936–1945 Burgwasser) ist ein Ort in der Stadt- und Landgemeinde Klein Strehlitz  im Powiat Krapkowicki der Woiwodschaft Opole in Polen.

## Geographie
Dobrau liegt drei Kilometer westlich von Klein Strehlitz, etwa sechs Kilometer südwestlich von Krapkowice und 24 Kilometer südlich von Opole (Oppeln) in der Nizina Śląska (Schlesischen Tiefebene) am Zülzer Wasser (Biała) an der Bahnstrecke der Neustadt-Gogoliner Eisenbahn. Durch Dobrau verläuft die Woiwodschaftsstraße 409. Zu Dobrau gehört der Weiler Nowy Bud (Neubude).
Nachbarorte von Dobrau sind im Westen Klein Strehlitz (Strzeleczki), im Nordosten Steblów (Stöblau) und im Süden Komornik (Komorniki) und Lobkowitz (Łowkowice).

## Geschichte

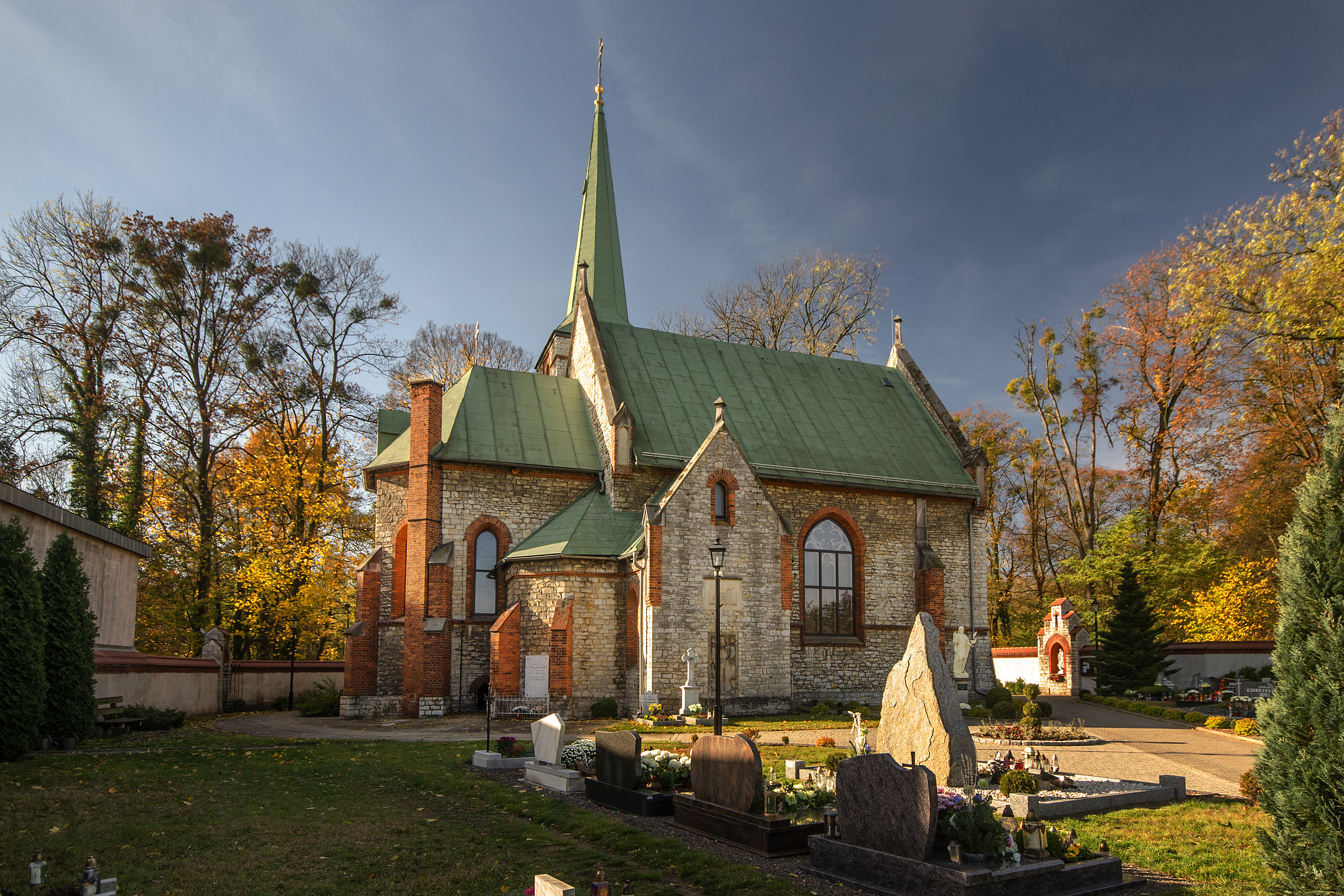
Kirche Johannes der Täufer

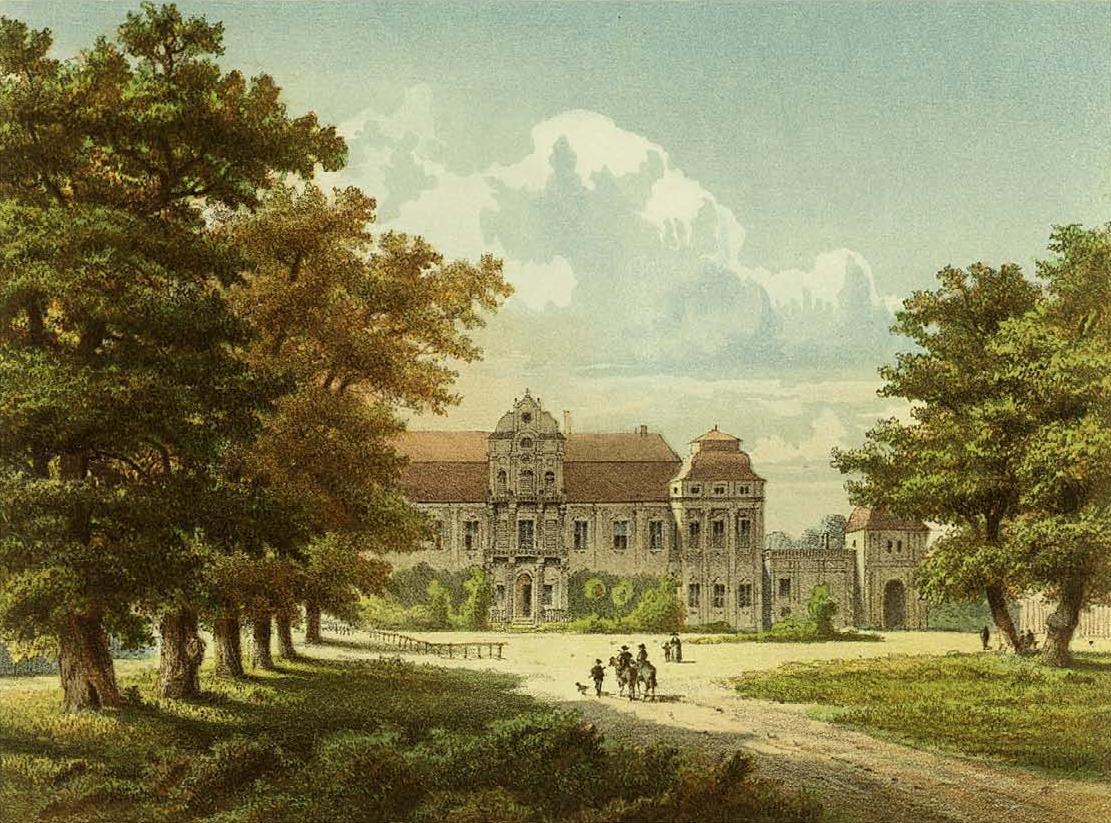
Schloss Dobrau vor dem neugotischen Umbau, Sammlung Alexander Duncker

Der Ort wurde 1258 erstmals urkundlich erwähnt. 1867 wurde die katholische Kirche erbaut.
Bei der Volksabstimmung in Oberschlesien am 20. März 1921 stimmten 419 Wahlberechtigte für einen Verbleib bei Deutschland und 76 für Polen. Im Gutsbezirk Dobrau stimmten 80 Personen für Deutschland und sechs für Polen. Dobrau verblieb beim Deutschen Reich. 1933 lebten im Ort 796 Einwohner. Am 21. Juli 1936 wurde der Ort in Burgwasser umbenannt. 1939 wurden 798 Einwohner gezählt.
Als Folge des Zweiten Weltkriegs fiel Dobrau 1945 mit dem größten Teil Schlesiens an Polen. Nachfolgend wurde es in Dobra umbenannt und der Woiwodschaft Schlesien angeschlossen. Die einheimische deutsche Bevölkerung wurde, soweit sie nicht vorher geflohen war, weitgehend vertrieben. Die neu angesiedelten Bewohner waren teilweise Zwangsumgesiedelte aus Ostpolen, das an die Sowjetunion gefallen war.
1950 wurde Dobra der Woiwodschaft Opole eingegliedert. Seit 1999 gehört es zum Powiat Krapkowicki. Am 17. Mai 2006 wurde in der Gemeinde Klein Strehlitz, der Dobrau angehört, Deutsch als zweite Amtssprache eingeführt. Am 24. November 2008 erhielt der Ort zusätzlich den amtlichen deutschen Ortsnamen Dobrau.

## Sehenswürdigkeiten

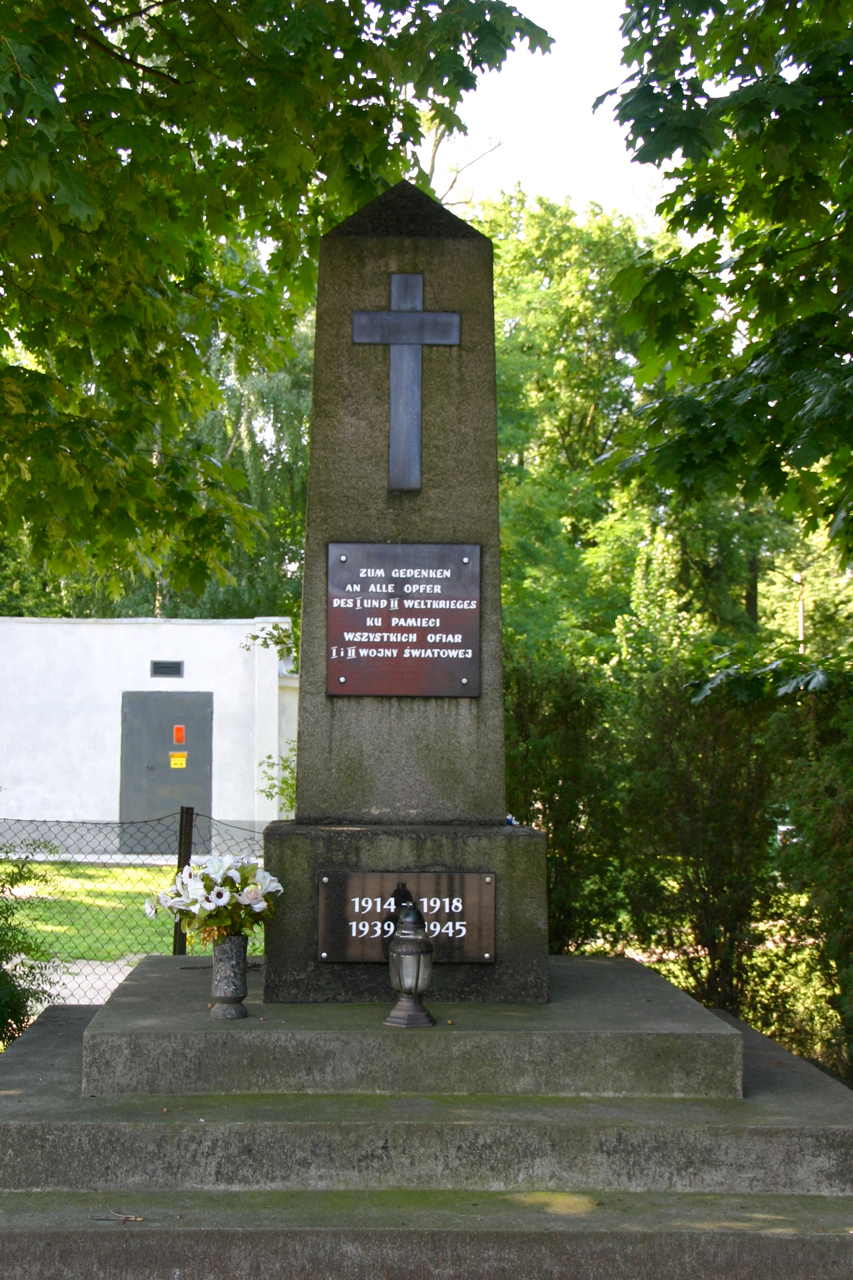
Gefallenendenkmal

- Das Schloss Dobrau entstand 1750 im Stil des Barock durch den königlichen Hofrat Graf Erdmann Karl von Roedern, Sohn des Ministers Carl Gustav von Roedern. 1856 wurde es im Stil der Neogotik nach einem Entwurf des Berliner Architekten Moritz Gottgetreu umgebaut. Bei Kriegsende 1945 brannte der Schlossbau nieder und verfiel zur Ruine. Seit 2014 wird das Gebäude wieder aufgebaut.
- Die römisch-katholische Kirche mit dem Patrozinium Johannes der Täufer (Kościół św. Jana Chrzciciela) wurde 1867 im Auftrag der Gräfin Olga Seher-Thoß im neugotischen Stil errichtet.[4]
- Das Mausoleum für evangelische Angehörige der Familie Seherr-Thoss war mit Schiefer bedeckt.
- Getreidespeicher mit Nebengebäude.

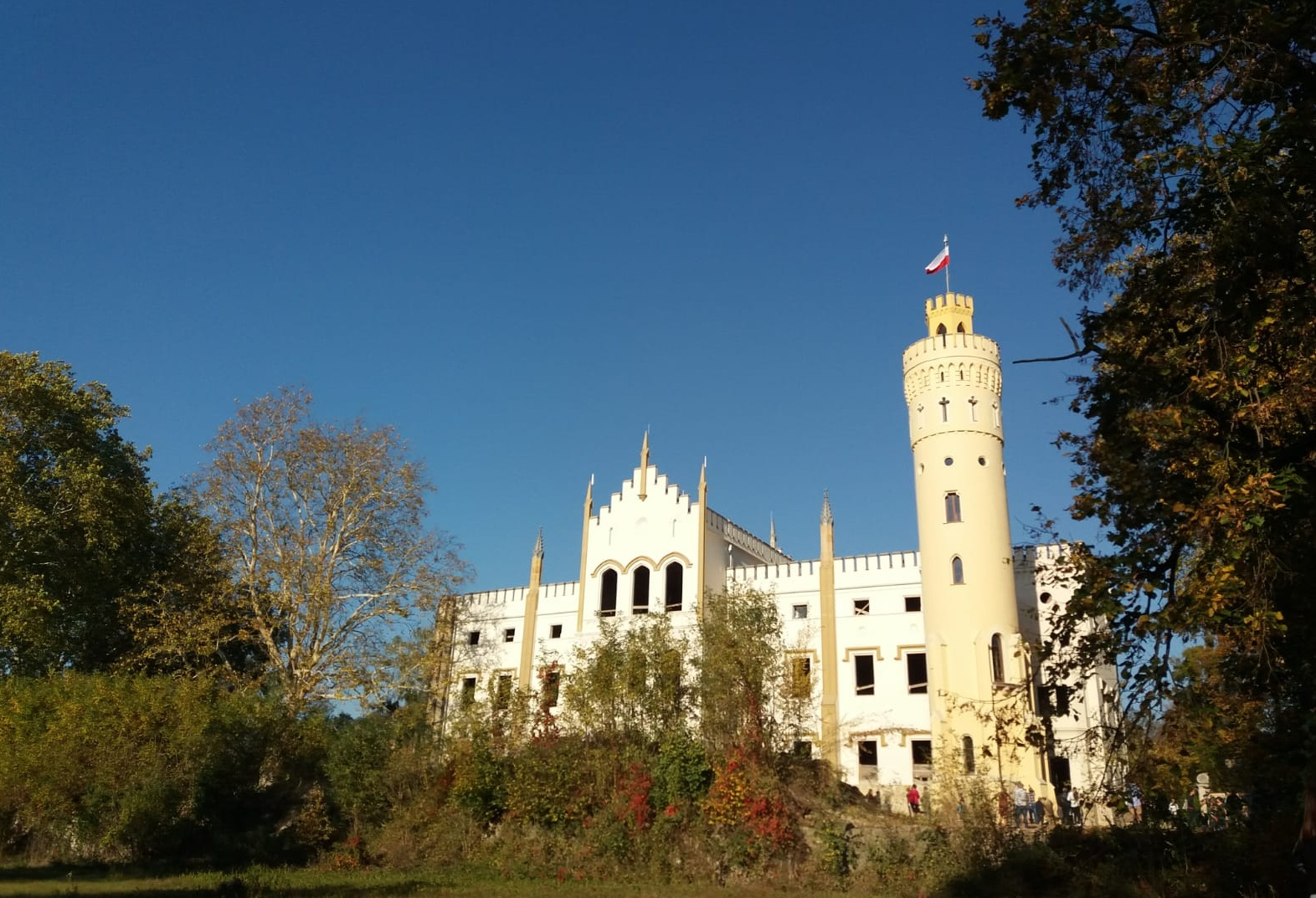
Schloss Dobrau (2018)

## Einwohnerentwicklung
| Jahr | Einwohner |
| ---- | --------- |
| 1933 | 796       |
| 1939 | 798       |
| 2009 | 960       |

## Persönlichkeiten
- Ernst von Seherr-Thoß  (1786–1856), Rittergutsbesitzer und Offizier
- Manfred von Seherr-Thoß (1827–1911), Rittergutsbesitzer, Politiker, Mitglied des Preußischen Herrenhauses
- Carl Gustav von Roedern (1691–1779), preußischer Minister, verstarb auf Schloss Dobrau

## Vereine
- Deutscher Freundschaftskreis
- Freiwillige Feuerwehr OSP Dobra